# Svartedalens naturskogar
Svartedalens naturskogar este o arie protejată (arie specială de conservare — SAC, sit de importanță comunitară — SCI) din Suedia întinsă pe o suprafață de 1.835,5 ha, integral pe uscat.

## Localizare
Centrul sitului Svartedalens naturskogar este situat la coordonatele 58°00′51″N 12°01′44″E / 58.0141°N 12.0289°E.

## Înființare
Situl Svartedalens naturskogar a fost declarat sit de importanță comunitară în decembrie 1998 pentru a proteja un număr necunoscut de specii din flora spontană și fauna sălbatică aflate în arealul zonei. Situl a fost protejat și ca arie specială de conservare în martie 2011.

## Biodiversitate
Situată în ecoregiunea boreală, aria protejată conține 10 habitate naturale: Taiga vestică, Roci stâncoase cu vegetație pionieră de Sedo-Scleranthion sau Sedo albi-Veronicion dillenii, Lacuri și iazuri distrofice naturale, Turbării active, Pajiști umede nord-atlantice cu Erica tetralix, Mlaștini împădurite, Ape stătătoare oligotrofe până la mezotrofe, cu vegetație de Littorelletea uniflorae și/sau de Isoëto-Nanojuncetea, Pajiști uscate europene, Păduri acidofile de stejar bătrân cu Quercus robur pe câmpii nisipoase, Mlaștini turboase de tranziție și turbării mișcătoare.
La baza desemnării sitului se află un număr nedeclarat de specii protejate.